# Biblioteca Miguel Lerdo de Tejada
La Biblioteca Miguel Lerdo de Tejada es un recinto bibliográfico de la Ciudad de México, ubicado en el Centro Histórico de la Ciudad de México. Está especializada en temas económicos, y se encuentra bajo resguardo de la Secretaría de Hacienda y Crédito Público de México en el Antiguo Oratorio de San Felipe Neri. Cuenta con un acervo bibliográfico de 86,350 títulos y 114,852 volúmenes.

## Historia
Con el fin de estimular en México el estudio y documentación de las ciencias económicas, en 1928 el entonces secretario de Hacienda Luis Montes de Oca encargó a Jesús Silva-Herzog, entonces responsable del Archivo Histórico de Hacienda, y al bibliógrafo Francisco Gamoneda, la concentración de los distintos fondos relacionados con la economía en la historia de México como la Real Hacienda de los siglos XVIII y la Hacienda Pública del XIX a partir del México independiente.
El sitio elegido para el nuevo acervo fue la Capilla de la Emperatriz del Palacio Nacional, en donde Gamoneda ordenó colocar una estantería de madera labrada semejante a la de la Biblioteca del Escorial en España. La biblioteca fue abierta al público en octubre de 1928. En 1957, con motivo del centenario de las Leyes de Reforma, recibió el nombre de Miguel Lerdo de Tejada, en homenaje a quien ocupó el cargo de la hacienda pública durante las presidencias de Ignacio Comonfort y Benito Juárez.
Dado el creciente acervo de la biblioteca, en 1970 fue cambiada de recinto hacia la nave principal del antiguo Oratorio de San Felipe Neri “El Nuevo”, en la calle de República de El Salvador, en donde permanece hasta la fecha.

## Historia del edificio
El edificio fue construido entre 1751 y 1770 por el arquitecto Ildefonso de Iniesta para la orden de la Congregación del Oratorio de San Felipe Neri en la antigua calle del Arco de San Agustín, hoy República de El Salvador. Fue financiado por Antonio Calderón Benavides, devoto de San Felipe Neri, luego de padecer una enfermedad tras la cual prometió que si era curado por intercesión divina, dedicaría un espacio religioso y formaría una congregación dedicada a la vida contemplativa. Dicha congregación se convirtió en unión y tuvo como primeras sedes la iglesia de Nuestra Señora de Balvanera y la de San Bernardo. Hacia 1665 solicitaron su filiación oficial a Roma como grupo religioso, para lo cual les era necesario que la unión tuviera una sede propia. En 1702 obtuvieron del papa Inocencio XII su reconocimiento como oratorio, y ampliaron las construcciones que poseían en la calle del Arco de San Agustín, las cuales fueron inauguradas formalmente en ese mismo año por el virrey Payo Enríquez de Rivera. En abril de 1751 iniciaron una ampliación mayor a cargo del recinto, a cargo de Ildefonso de Iniesta, incluida la portada. Dicho esfuerzo se vio truncado ante las escasas donaciones obtenidas por los filipenses y por un sismo ocurrido en abril de 1768.

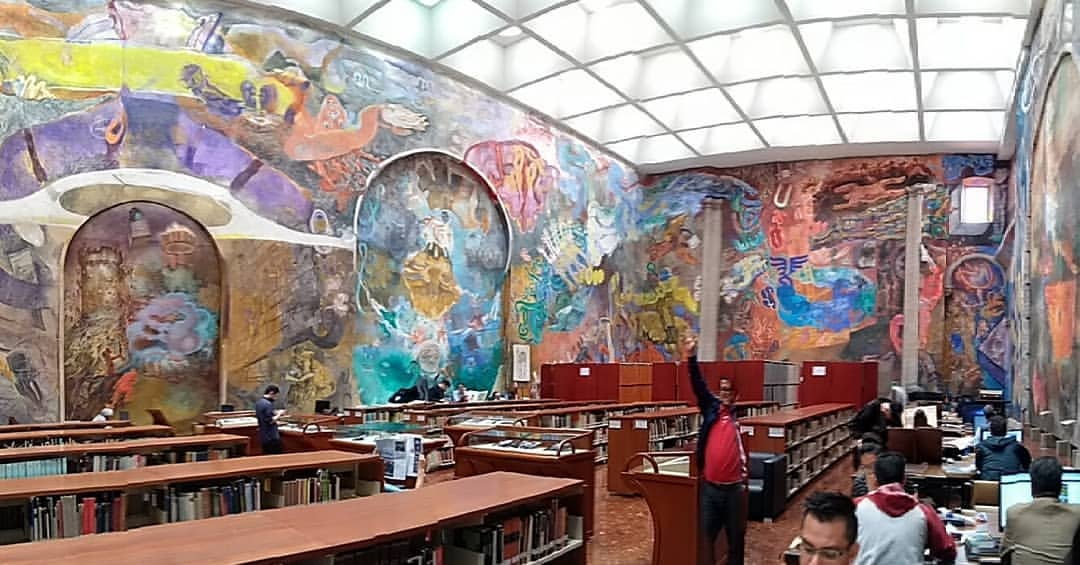
Biblioteca Miguel Lerdo de Tejada

La congregación optó por trasladar su sede al Templo de La Profesa, el cual había sido desalojado tras la expulsión de los jesuitas de la Nueva España en 1767. En lo sucesivo el edificio entró en declive, siendo incluso sede de un establo y de caballerizas. A partir de 1857 el edificio albergó al Teatro Arbeu, un importante centro teatral fundado por Porfirio Macedo como forma de homenaje a su suegro Francisco Arbeu. Por su escenario pasaron artistas como Anna Pavlova y Enrico Caruso. El teatro dejó de funcionar en 1954. En 1959 fue expropiado para convertirse en propiedad federal.
A finales de los años sesenta, el edificio fue restaurado para albergar la biblioteca, recuperándose su fachada original de estilo barroco a cargo del arquitecto Carlos Chanfón.

### Antiguo Oratorio de San Felipe Neri
El Antiguo Oratorio de San Felipe Neri es un edificio histórico ubicado en la Ciudad de México, el cual fue fundado en el siglo XVII por la Congregación de San Felipe Neri. A lo largo de los siglos, el edificio ha sufrido de daños por terremotos, y se ha ido transformando de acuerdo con los distintos usos que se le ha dado: iglesia, hospicio, teatro, viviendas, caballerizas e instituciones gubernamentales; asimismo, ha cambiado de dueño varias veces. A pesar de estos cambios, por su importancia histórica y arquitectónica fue declarada monumento histórico en 1931.
En 1965, Miguel González de Castilla desalojó a los habitantes del predio San Felipe Neri, que era de su propiedad, para demoler el edificio y construir estacionamientos, sin embargo, esto no sucedió porque la Secretaría de Hacienda y Crédito Público compró la propiedad. En 1969, la Secretaría inició la reconstrucción y acondicionamiento del templo de San Felipe Neri, con el objetivo de instalar la Comisión Nacional Bancaria y la Biblioteca Miguel Lerdo de Tejada. El proyecto estuvo a cargo de los restauradores Enrique y Agustín Landa. Un año después, en 1970, se inauguró la Biblioteca Lerdo de Tejada en el Antiguo Oratorio de San Felipe Neri el Nuevo. De 1970 a 2006 el Antiguo Oratorio de San Felipe Neri el Viejo albergó a la Comisión Nacional Bancaria, las oficinas de Comunicación Social y posteriormente, las oficinas de la Dirección General de Banca de Desarrollo.Tras varios años de discutir sobre el destino de esa parte del inmueble, desde 2010 el Antiguo Oratorio de San Felipe el Viejo es la sede del Instituto Matías Romero de la Secretaría de Relaciones Exteriores.

## Mural deVlady

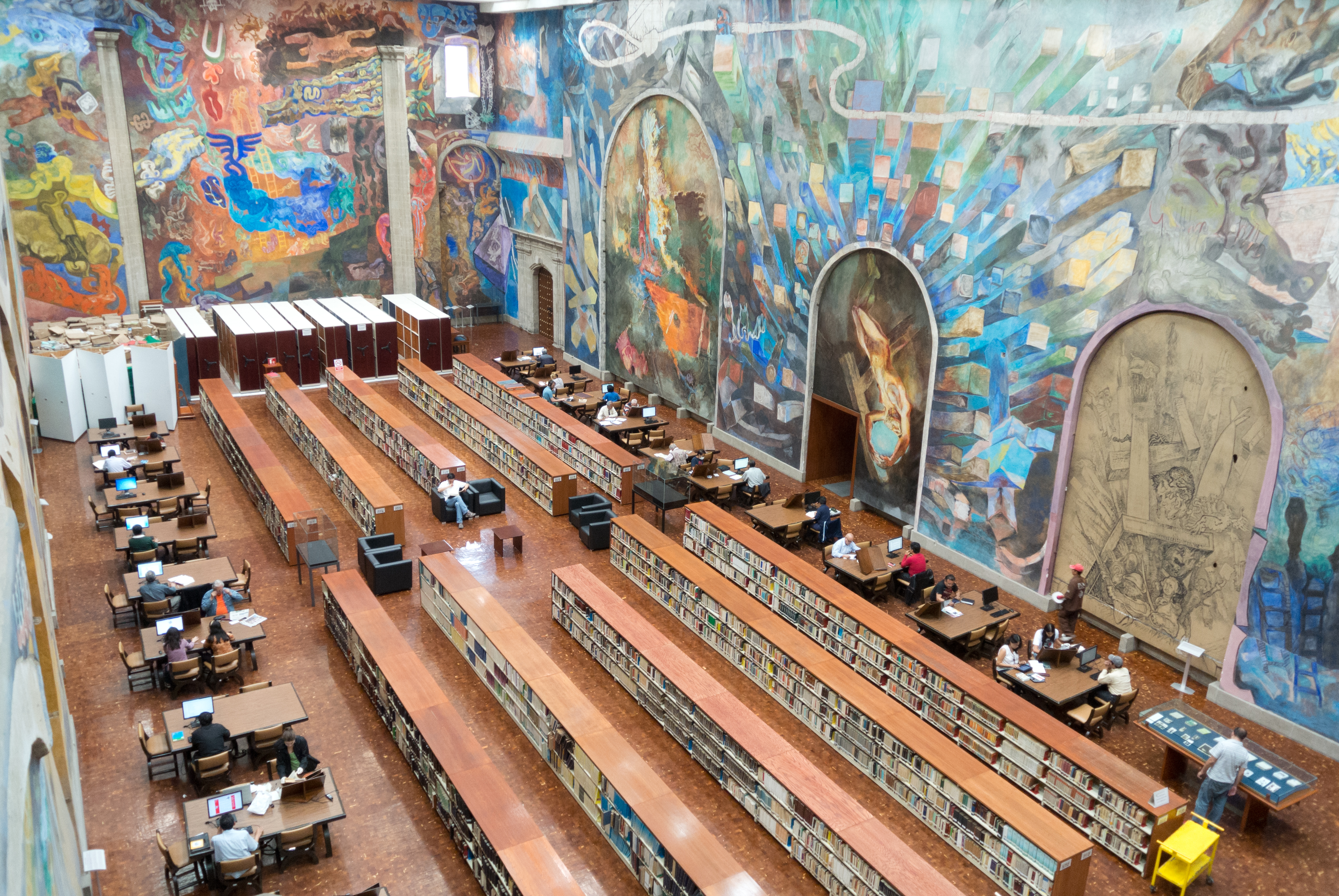
Sala principal de lectura de la biblioteca

De 1972 a 1982, el pintor Vlady realizó la obra La Revolución y los Elementos en la sala principal de la biblioteca, convirtiéndose en la obra más ambiciosa del autor y a la que dedicó una gran cantidad de tiempo. La técnica ocupada para los más de dos mil metros cuadrados de superficie fue el fresco.
A su vuelta de Europa en 1969, el pintor realizaba una caminata por el Centro Histórico cuando vio la recién restaurada biblioteca y pensó las posibilidades de pintar murales en los vanos de la misma. "Es el sueño de mi vida", anotó en su libreta el artista. Luego de buscar a los responsables de la restauración sin conseguirlo, cuatro años después el entonces presidente Luis Echeverría le ofreció algunos muros faltantes en el Palacio Nacional. Con el fin de no rivalizar con la obra de Diego Rivera, Vlady propuso la Biblioteca Miguel Lerdo de Tejada y su propuesta fue aceptada.
El primer espacio en ser pintado por Vlady fue una capilla lateral ahora conocida como Freudiana, en donde alude al autor, al psicoanálisis y a la revolución sexual. La siguiente parte llevaría al artista varios años de trabajo y se convirtió en un reto personal al desplegar personajes, símbolos y referencias culturales dentro del concepto de la revolución, comunicando del artista "la cultura enciclopédica y su imaginación febril". El propio proceso creativo para el despliegue del programa de los murales fue un cuestionamiento profundo para el propio Vlady.

Tenía muchas dudas. Me preguntaba: ¿tengo libertad? ¿La estoy usando? ¿No será que hago concesiones? Y además, ¿para quién pinta uno? Para los demás. ¿Cuáles demás? Al final, siempre es para una sola persona. ¿Acaso Leonardo pintó la Gioconda para los miles de turistas que la están viendo ahora? Entonces, ¿para quién voy a pintar yo? Sentía que mi verdadero cometido como pintor era intentar hacer algo que no se había hecho, que no se podía hacer.
Vlady sobre el inicio de los murales.

El mural fue elogiado por el escritor Allen Ginsberg y el poeta Andrei Voznesensky.

## Fondos bibliográficos
La colección hemerográfica, comprende diversos periódicos y revistas, que se encuentran integradas a diversas colecciones y temporalidades, que van desde los periódicos y revistas del Fondo Reservado del siglo XIX y XX, hasta publicaciones periódicas contemporáneas, como los periódicos La Jornada, Milenio, Revista Proceso, Artes de México, por citar solo algunos.
De igual forma comprenden periódicos que van desde el siglo XIX, a colecciones a diarios de la época colonial, como el Diario de México, que ya se encuentra digitalizado.
- Fondo reservado: 25 mil volúmenes de los siglos XVI al XIX
- Biblioteca personal del Dr. Arturo Arnáiz y Freg.
- Biblioteca personal del Dr. Genaro Estrada.
- Hemeroteca con ejemplares de periódicos como El Monitor Republicano, El Ahuizote, El hijo del Ahuizote, El imparcial, El siglo XIX y una colección del Diario Oficial de la Federación desde 1843 a la fecha.[4]
- Incunables como ejemplares de la Biblia impresos in folio y una edición de la L'Encyclopédie de 1751
- Colección completa de Regeneración, de los hermanos Flores Magón

### Fondo Hemerográfico
Se cuenta con el siguiente acervo:
| Título               | Fecha                  |
| -------------------- | ---------------------- |
| La Crónica de Hoy    | Ago 1996 - A la fecha  |
| El Día               | Dic. 1957 - Abr. 2004  |
| El Economista        | Ene. 1991 - A la fecha |
| Esto                 | Ago 1957 - Ene 1977.   |
| Excelsior            | Mar 1917 - A la fecha  |
| El Financiero        | Oct 1981 - A la fecha  |
| El Heraldo de México | Dic 1965 - Jun 1999    |
| La Jornada           | Oct 1984 - A la fecha  |
| Milenio              | Mar 2001 - A la fecha  |
| El Nacional          | Jun 1929 - Sep 1998    |
| Novedades            | Mar 1941 - Dic 2002    |
| Ovaciones 1a         | Mar 1927 - Dic 1979    |
| Ovaciones 2a         | Sep 1962 - Dic 1985    |
| Prensa               | Oct 1928 - Feb 1994    |
| Reforma              | Ene 1994 - May 2013    |
| El Sol de México 1a  | Nov 1965 - A la fecha  |
| El Sol de México 2a  | Dic 1965 - Dic 1985    |
| Últimas Noticias 1a  | Ago 1940 - Dic 1985    |
| Últimas Noticias 2a  | Dic 1949 - Dic 1985    |
| El Universal         | Nov 1984 - A la fecha  |
| El Universal Gráfico | Jul 1922 - Nov 1994    |
| Uno más Uno          | Oct 1982 - A la fecha  |